# Hippocampus hendriki
Hippocampus hendriki är en fiskart som beskrevs av Kuiter 200. Hippocampus hendriki ingår i släktet Hippocampus och familjen kantnålsfiskar. IUCN kategoriserar arten globalt som otillräckligt studerad. Inga underarter finns listade i Catalogue of Life.